# Klemmettjärnarna (Hotagens socken, Jämtland, 712251-144509)
Klemmettjärnarna är en sjö i Krokoms kommun i Jämtland och ingår i Ångermanälvens huvudavrinningsområde. Klemmettjärnarna ligger i Gråberget-Hotagsfjällen Natura 2000-område.